# Гексафторосиликат магния
Гексафторосиликат магния — неорганическое соединение,
соль магния и кремнефтористоводородной кислоты
с формулой MgSiF6,
бесцветные кристаллы,
растворяется в воде,
образует кристаллогидраты.

## Получение
- Растворение оксида магния в кремнефтористоводородной кислоте:

{\displaystyle {\mathsf {MgO+H_{2}SiF_{6}\ {\xrightarrow {}}\ MgSiF_{6}+H_{2}O}}}

## Физические свойства
Гексафторосиликат магния образует бесцветные кристаллы.
Растворяется в воде, не растворяется в этаноле.
Образует кристаллогидрат состава MgSiF6•6H2O — бесцветные кристаллы
тригональной сингонии,
пространственная группа R 3,
параметры ячейки a = 0,643 нм, α = 96,05°, Z = 1.

## Применение
- Консервант древесины.
- Минерализатор в процессах спекания в керамической промышленности.
- Компонент цементов и теплоизоляционных материалов.